# Louise von François

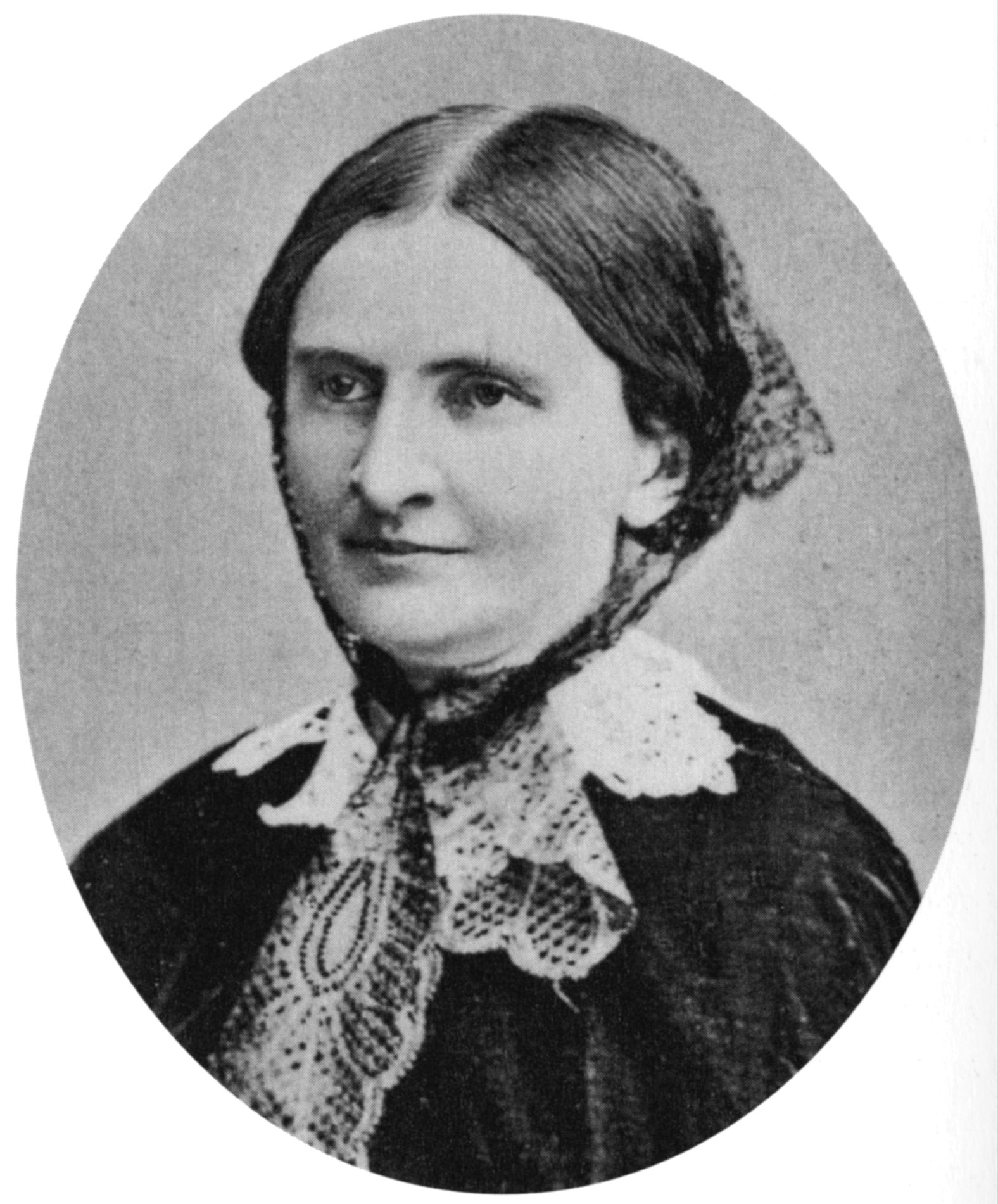
Marie Louise von François; Foto um 1881 von Karl Festge

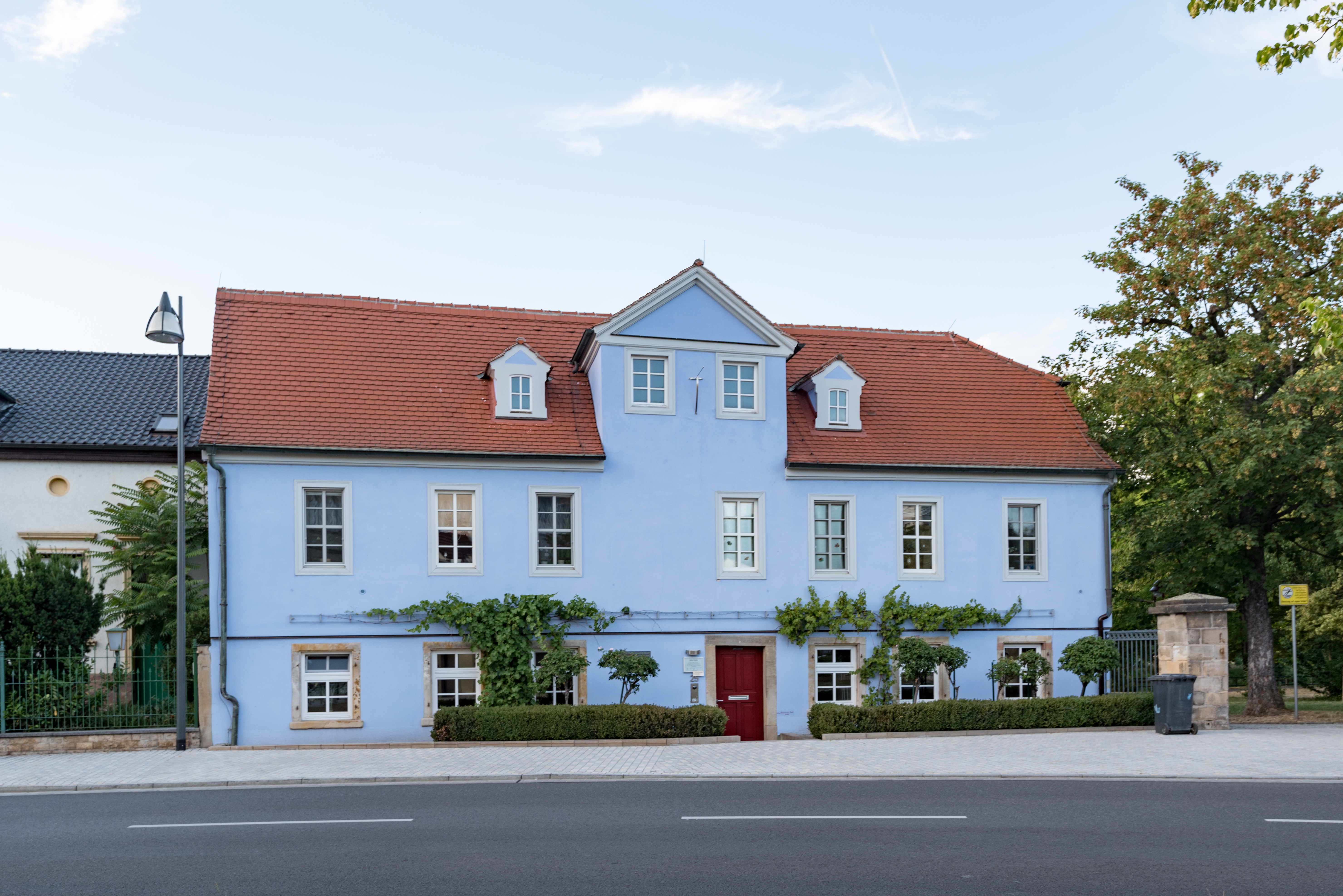
Wohnhaus in Weißenfels, 2018

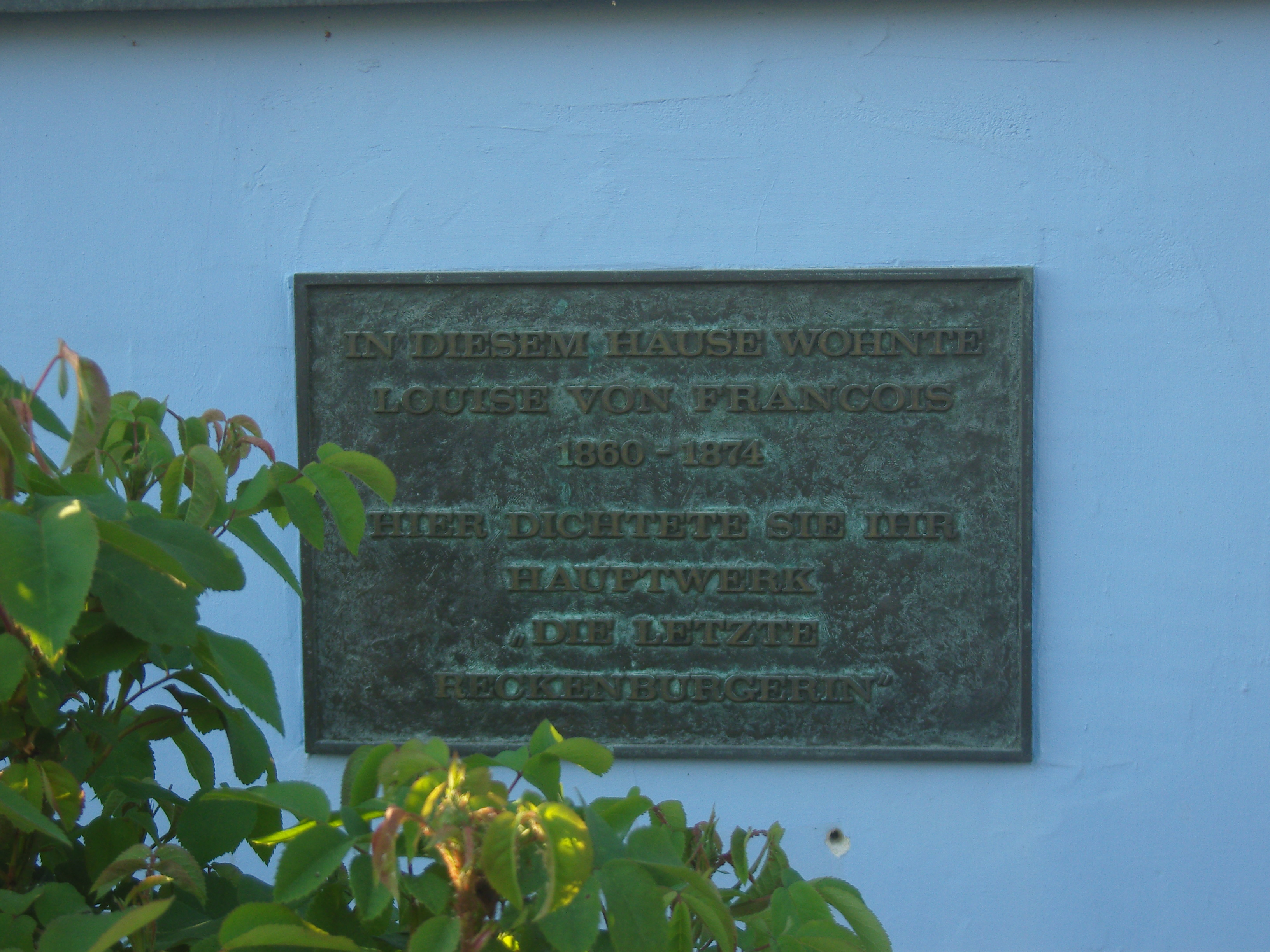
Gedenktafel am Wohnhaus

Marie Louise von François (* 27. Juni 1817 in Herzberg (Elster); † 25. September 1893 in Weißenfels) war eine deutsche Erzählerin und Schriftstellerin.

## Leben
Marie Louise von François war die Tochter des preußischen Majors Friedrich von François und dessen Gemahlin, geborene Amalie Hohl. Sie stammte aus einem Hugenottengeschlecht und wuchs in wohlhabenden Verhältnissen auf; erhielt aber einen nur mäßigen Privatunterricht, sodass sie sich autodidaktisch weiterbilden musste. Erste literarische Anregungen erhielt sie durch Kontakte mit Fanny Tarnow und Adolf Müllner, so lernte sie auch ihren Verlobten Graf Alfred von Goertz kennen. Nach dem Tod ihres Vaters verlor sie durch die Fahrlässigkeit ihres neuen Vormundes ihr Erbe. Dieser Stiefvater nahm sich das Leben, als Marie Louise zehn Jahre alt war. Die langjährige Verlobung mit von Goertz wurde schlussendlich aus fortdauernder Geldnot gelöst.
Sie lebte später von 1848 bis 1855 in den Haushalten ihres Onkels, des preußischen Generals Karl von François, der in dieser Zeit in Minden, Halberstadt und Potsdam lebte.
Nach dem Tod des Onkels 1855 kehrte Louise von François zu ihrer Mutter nach Weißenfels zurück, welche sie nunmehr zusammen mit dem später erblindeten zweiten Stiefvater pflegte, bis das Paar 1871 und 1874 starb. Sie pflegte ab 1880/81 Briefkontakte mit Marie von Ebner-Eschenbach und Conrad Ferdinand Meyer; nahm aber nur noch wenig am Gesellschaftsleben teil und lebte zurückgezogen. 1883 begann sie, kleinere Reisen im deutschsprachigen Raum zu unternehmen.
Ihre Grabstätte befindet sich auf dem Friedhof III (jetziger Friedhof) in Weißenfels. Ihr Wohnhaus ist heute in Privatbesitz. Ein Schauraum ist der Dichterin und ihrem Werk gewidmet.

## Werke

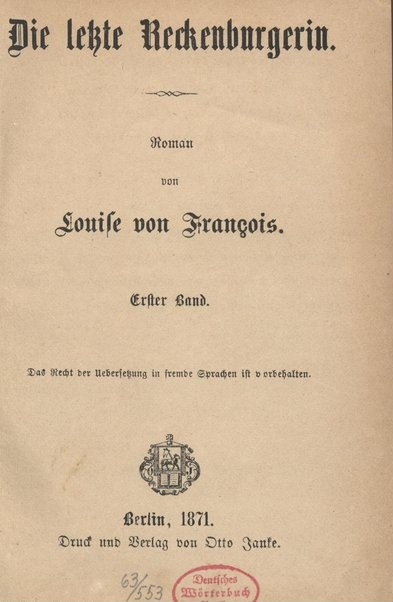
Die letzte Reckenburgerin, Band 1, 1871

Sie begann mit kleineren Novellen im Cottaschen Morgenblatt für gebildete Stände meist anonym ihre schriftstellerische Laufbahn. Die materiell verarmte, intellektuell aber reich ausgestattete Adlige lebte vom Schreiben. Ihre Geschichten aus Sachsen, Sachsen-Anhalt und Thüringen zeigen die genaue Beobachterin, wichtige Ereignisse ihrer Zeit spiegelt sie in ganz besonderer Weise wider. Geprägt war ihr Schreiben von konservativ-protestantischer Sittlichkeit. Vom Beginn der 1860er Jahre bis zum Tode ihrer Eltern lebte sie in Weißenfels und schrieb hier ihr Hauptwerk Die letzte Reckenburgerin, einen Familienroman, der von Seiten der Kritik mit der größten Anerkennung aufgenommen wurde.
- Die letzte Reckenburgerin. Roman. S.n., Berlin 1871. (Vorabdruck in: Deutsche Roman-Zeitung. Berlin 1870, ZDB-ID 512944-8).
  - Band 1. Janke, Berlin 1871. (Digitalisat und Volltext im Deutschen Textarchiv); Band 2. Janke, Berlin 1871. (Digitalisat und Volltext im Deutschen Textarchiv)
  - Vollständige Ausgabe, Schreiter, Berlin 1927, (archive.org).
  - Neuauflage 2015, ISBN 978-3-8430-9501-3
- Frau Erdmuthens Zwillingssöhne. Roman. Janke, Berlin 1873.
  - Band 1 (Digitalisat)
  - Band 2 (Digitalisat)
  - Neuauflage 2018, ISBN 978-3-7437-2378-8
- Geschichte der preußischen Befreiungskriege in den Jahren 1813–15. (Berlin 1873).
- Stufenjahre eines Glücklichen. Roman. Berlin 1877 (Volltext).
  - Band 1 (Digitalisat)
  - Band 2 (Digitalisat)
  - Neuauflage 2015, ISBN 978-3-8430-9503-7
- Der Katzenjunker. Roman. S.n., Berlin 1879 (archive.org), (Neuauflage 2015, ISBN 978-3-8430-9513-6).
- Der Posten der Frau. Lustspiel in fünf Aufzügen. Spemann, Stuttgart 1881 (Volltext, PDF; 2,5 MB), (Neuauflage 2015, ISBN 978-3-8430-9507-5).

### Sammlungen kleinerer Erzählungen
- Ausgewählte Novellen. Berlin 1868, 2 Bände.
- Erzählungen. Braunschweig 1871, 2 Bände.
  - Band 1 (Digitalisat)
  - Band 2 (Digitalisat)
- Hellstädt und andre Erzählungen. Berlin 1874, 3 Bände.
- Natur und Gnade, nebst andern Erzählungen. Berlin 1875, 3 Bände.
- Phosphorus Hollunder. Zu Füßen des Monarchen. Spemann, Stuttgart 1881. – Ausgabe 1887, D. C. Heath, Boston (archive.org), (Neuauflage 2015, ISBN 978-3-8430-9509-9).
- Judith, die Kluswirthin. Novelle (zuerst in „Ausgewählte Novellen“, Berlin 1868) (Stuttgart 1883), (Neuauflage 2015, ISBN 978-3-8430-9511-2).

### Weitere
- Geschichte einer Häßlichen. Braunschweig 1871.
- Der Erbe von Saldeck. Braunschweig 1871.
- Die goldene Hochzeit. Erzählung.
- Gesammelte Werke in 5 Bänden. – Leipzig : Insel Verl, [1918]. Band 1–5.
  - Band 1 (Digitalisat)
  - Band 2 (Digitalisat)
  - Band 3 (Digitalisat)
  - Band 4 (Digitalisat)
  - Band 5 (Digitalisat)
- Anton Bettelheim (Hrsg.): Louise von François und Conrad Ferdinand Meyer. Ein Briefwechsel. Zweite, vermehrte Auflage. Vereinigung Wissenschaftlicher Verleger, Berlin 1920 (archive.org).
- Joachim Jahns (Hrsg.): Vergessene Geschichte(n). Band 1: Aus der Provinz Sachsen und Thüringen. Dingsda-Verlag, Querfurt 1991, ISBN 3-928498-01-0. (Enthält u. a. den Text Napoleon in Weißenfels).
- Potsdam, ein Frühlingsbrief und andere Prosa aus dem Brandenburgischen. Dingsda-Verlag Querfurt 1992, ISBN 3-928498-16-9.
- Das Jubiläum und andere Erzählungen.
- Fräulein Mutchen und ihr Hausmaier.
- Zur Geschichte meines Urgroßvaters. Novelle. (Neuauflage 2015, ISBN 978-3-8430-9505-1)
- Zu Füßen des Monarchen. Novelle.
- Hinter dem Dom. Novelle.
- Eine Formalität. Erzählung. Berlin 1884.